# Oenothera suaveolens
Oenothera suaveolens är en dunörtsväxtart som beskrevs av René Louiche Desfontaines och Christiaan Hendrik Persoon. Oenothera suaveolens ingår i släktet nattljussläktet, och familjen dunörtsväxter. Inga underarter finns listade i Catalogue of Life.